# Diplonevra florea
Diplonevra florea är en tvåvingeart som först beskrevs av Fabricius 1794.  Diplonevra florea ingår i släktet Diplonevra och familjen puckelflugor. Inga underarter finns listade i Catalogue of Life.